# Ceromya orientalis
Ceromya orientalis là một loài ruồi trong họ Tachinidae.